# Geamia Hunkiar
Geamia Hunkiar, ctitorită de sultanul Abdulaziz (1830 - 1876) și dată în folosință în anul 1869, este poziționată în zona centrală a vechiului oraș Constanța, Bulevardul Tomis 41, Constanța 900178. Mai este cunoscută și sub numele de Aziziye. 
Construcția este făcută din piatră cioplită de meșterii pietrari turci, iar zidurile au o grosime de 85 cm. Arhitectura corpului geamiei este una simplă în stil otoman cu acoperiș din olane în patru ape.
Clădirea este înscrisă în Lista monumentelor istorice din județul Constanța cu Codul LMI CT-II-m-A-02851.